# گارمین
گارمین شرکت اصلی گروه شرکت‌هایی است که در سال ۱۹۸۹ توسط‌ گری بول، مین کائو در ایالات متحدهٔ آمریکا بنیان‌گذاری شد. این شرکت‌ها در زمینهٔ ساخت و تولید دستگاه‌های موقعیت‌یاب جهانی (جی.پی. اِس) فعالیت دارند.
گارمین در سال ۱۹۸۹ توسط گری بورل و مین کائو راه اندازی شد و اولین دستگاه جی پی اس آن به نام پرونَو با قیمت حدود ۲۵۰۰ دلار تولید شد. شرکت گارمین در سال ۱۹۹۵ با رشد چشمگیری مواجه شد و با تولید دستگاه‌های جی.پی. اس دستی فروشی معادل ۱۰۵ میلیون دلار را کسب کرد. با گسترش بازار جی پی اس، گارمین با تولید محصولات مناسب توانست گوی سبقت را از دیگر رقبای خود مانند ماژلان (Magellan) بگیرد؛ و یکه‌تاز بازار جهان شد. گارمین با توجه به طراحی نرم‌افزاری و سخت‌افزاری بی‌نظیر خود توانست در بازارهای مختلف رشد چشمگیری نماید و به عنوان پرفروشترین محصولات در شناخته شود.

## محصولات گروه گارمین
محصولات گروه گارمین به ۶ بخش اصلی تقسیم‌بندی می‌شود.

### جی.پی. اس دریایی
جزوه اولین محصولات شرکت گارمین دستگاه جی پی اس دریایی بود با توجه به گسترش صنعت دریانوردی گارمین توانست سهم خود را از این بازار گسترش دهد؛ و در حال حاضر یکی از بزرگ‌ترین تولیدکنندگان محصولات دریایی در دنیا می‌باشد.

### جی.پی. اس دستی
جزوه اولین محصولات پر فروش شرکت گارمین می‌باشد که در سال ۱۹۹۱ برای نیروهای نظامی آمریکا تولید گردید و سپس با گسترش استفاده در قسمت‌های مختلف مانند نقشه‌برداری و … تولیدات و مدل‌های مختلفی را تولید کردند.

### جی.پی. اس خودرویی
در سال ۱۹۹۸ اولین جی پی اس خودرویی توسط شرکت گارمین جهت استفاده ناوبری برای خودروهای شخصی رو نمایی شد. از آن سال به بعد با تولید انواع مختلف از این گروه سعی کرده تا بهترین محصول را در اختیار کاربران قرار دهد؛ و همچنین همیشه یکی از شناخته‌ترین برندها در این گروه می‌باشد

### جی.پی. اس هوایی
در سال ۲۰۰۳ با خرید شرکت UPS که تولیدکننده پنل‌های هواپیما و محصولات هوایی بود شروع به تولید جی پی اس‌های هوایی برای هواپیما، هلیکوپتر و غیره نمود.

### محصولات ورزشی
با توجه به گسترش استفاده از جی پی اس، گارمین مدلی از جی پی اس را طراحی کرد که بر روی مچ دست بسته شود. این مدل علاوه بر انجام عملیاتی مکانی مزایای بسیاری به خصوص برای ورزشکاران داشت. سپس با گسترش ساعات‌های ورزشی در میان ورزشکاران گارمین مدل‌های ورزشی را ارائه داد که علاوه بر قابلیت‌های ورزشی امکان استفاده جی پی اس را هم محیا می‌کرد. در حال حاضر یکی از متنوع‌ترین محصولات گارمین در همین بخش می‌باشد.
این محصولات شامل ساعت‌های مناسب برای پیاده‌روی و دویدن، دوچرخه سواری، شنا و غواصی، فیتنس و تناسب اندام، خلبانی و دریانوردی و مالتی اسپرت می‌باشد.

## از کار افتادن سرویس‌ها در ماه ژوئیه ۲۰۲۰
در ۲۳ ژوئیه ۲۰۲۰ گارمین از قطع تمامی سرویس‌ها، دیتاسنتر و وب سایت این شرکت خبر داد. این اختلال همچنین باعث از کار افتادن اپلیکیشن‌های این شرکت شامل گارمین کانکت و flyGarmin شد که عامل آن حمله باج‌افزاری به سیستم‌های این شرکت بود.